# Arthur Neumann

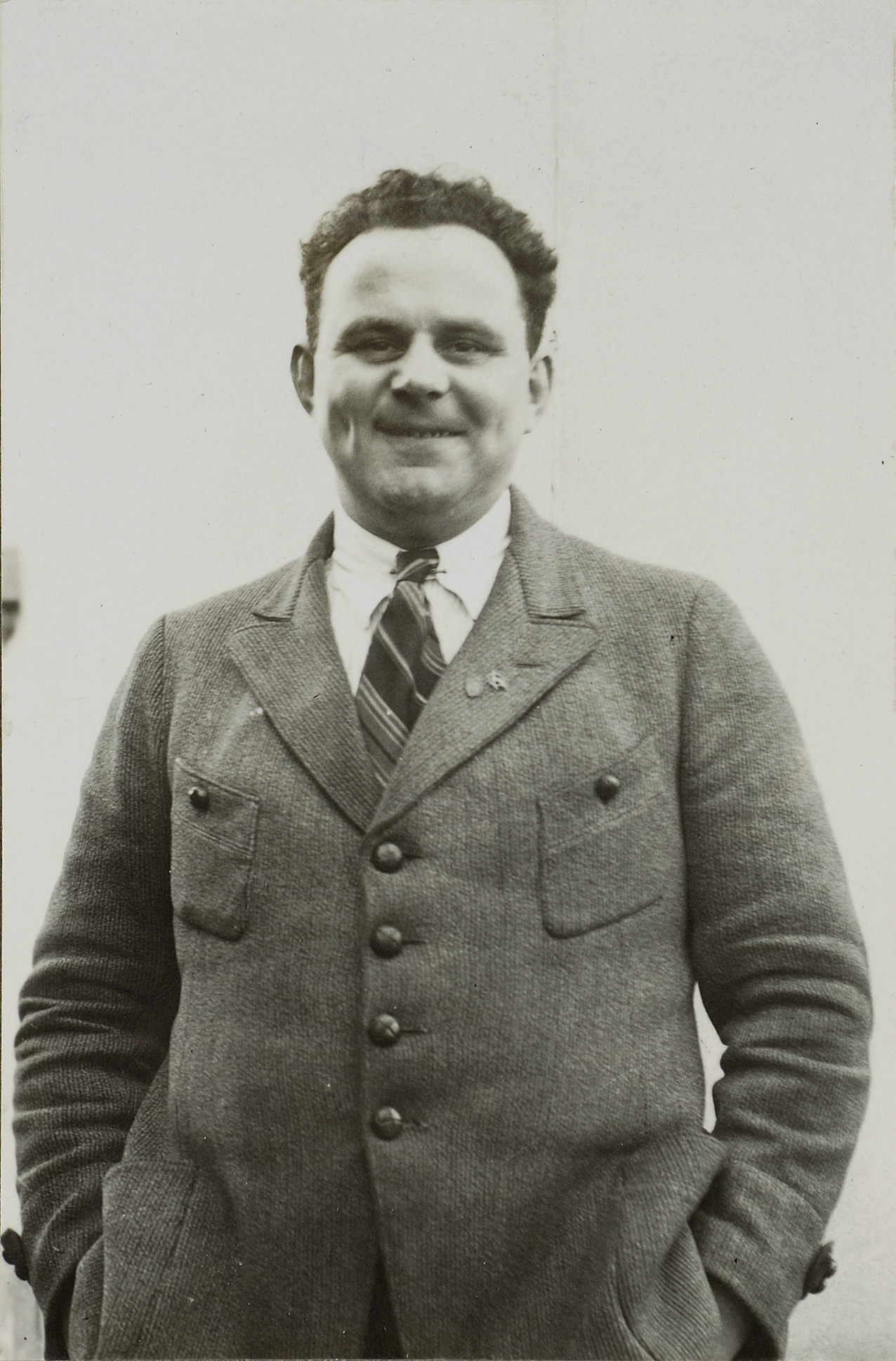
Arthur Neumann (1923)

Arthur Neumann (* 17. Januar 1890 in Hamburg; † 4. März 1974 in Rostock) war ein deutscher Pilot und Pionier des Polarflugs. Als erster Mensch steuerte er 1923 ein Motorflugzeug nördlich des 80. Breitengrades.

## Leben

### Frühe Jahre
Neumann wurde zunächst Seemann. Im Ersten Weltkrieg diente er anfänglich als Unteroffizier in der Kaiserlichen Marine. Er wurde Monteur bei den Marinefliegern und schließlich Pilot. Nach dem Krieg wandte er sich der zivilen Luftfahrt zu und wurde 1921 Pilot bei der Junkers Luftverkehr AG, wo er bald als „erfahrener Nordlandflieger“ galt.

### Die Junkers-Spitzbergen-Expedition

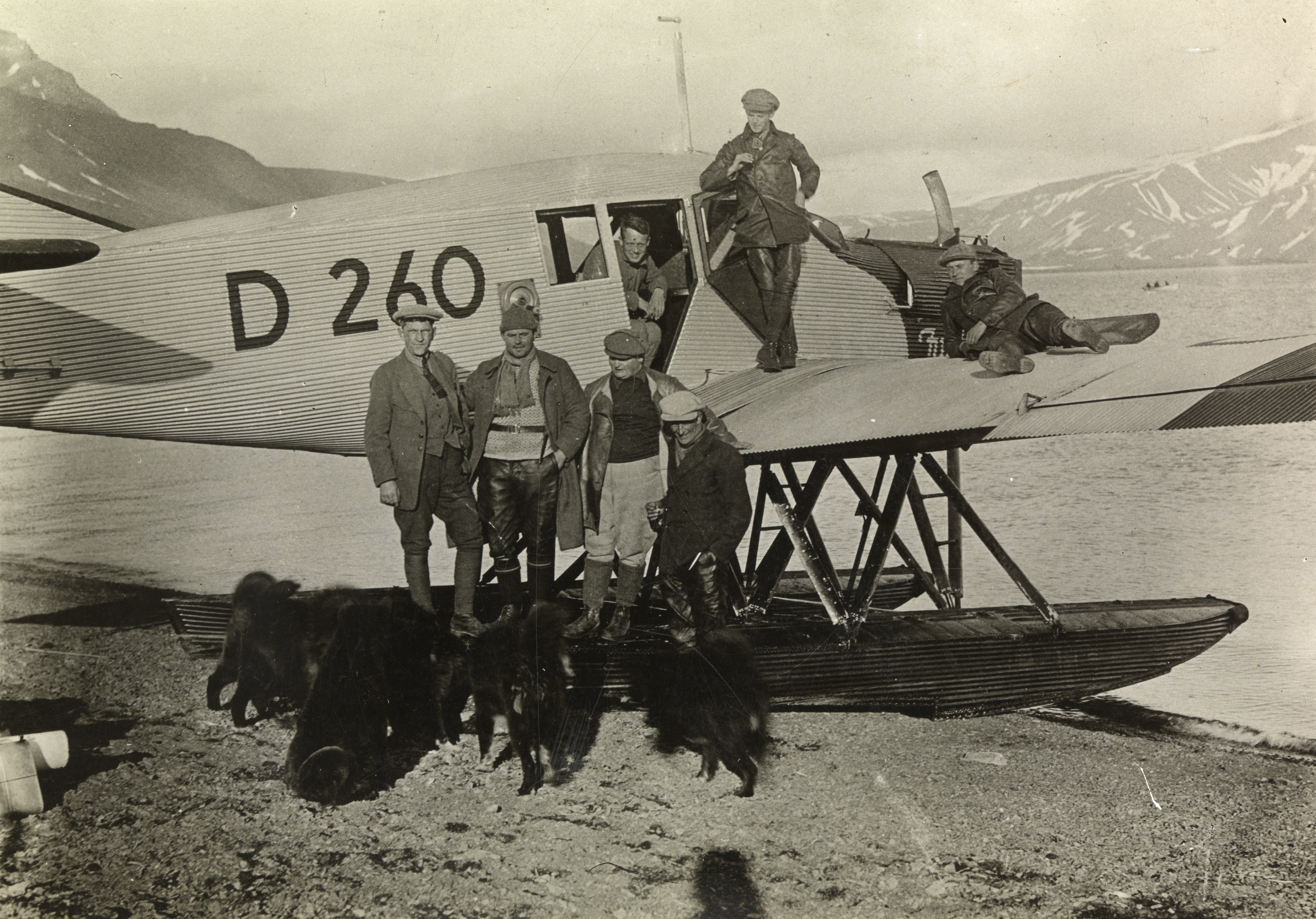
Arthur Neumann (2. von links) mit anderen Expeditionsteilnehmern vor der D 260 Eisvogel

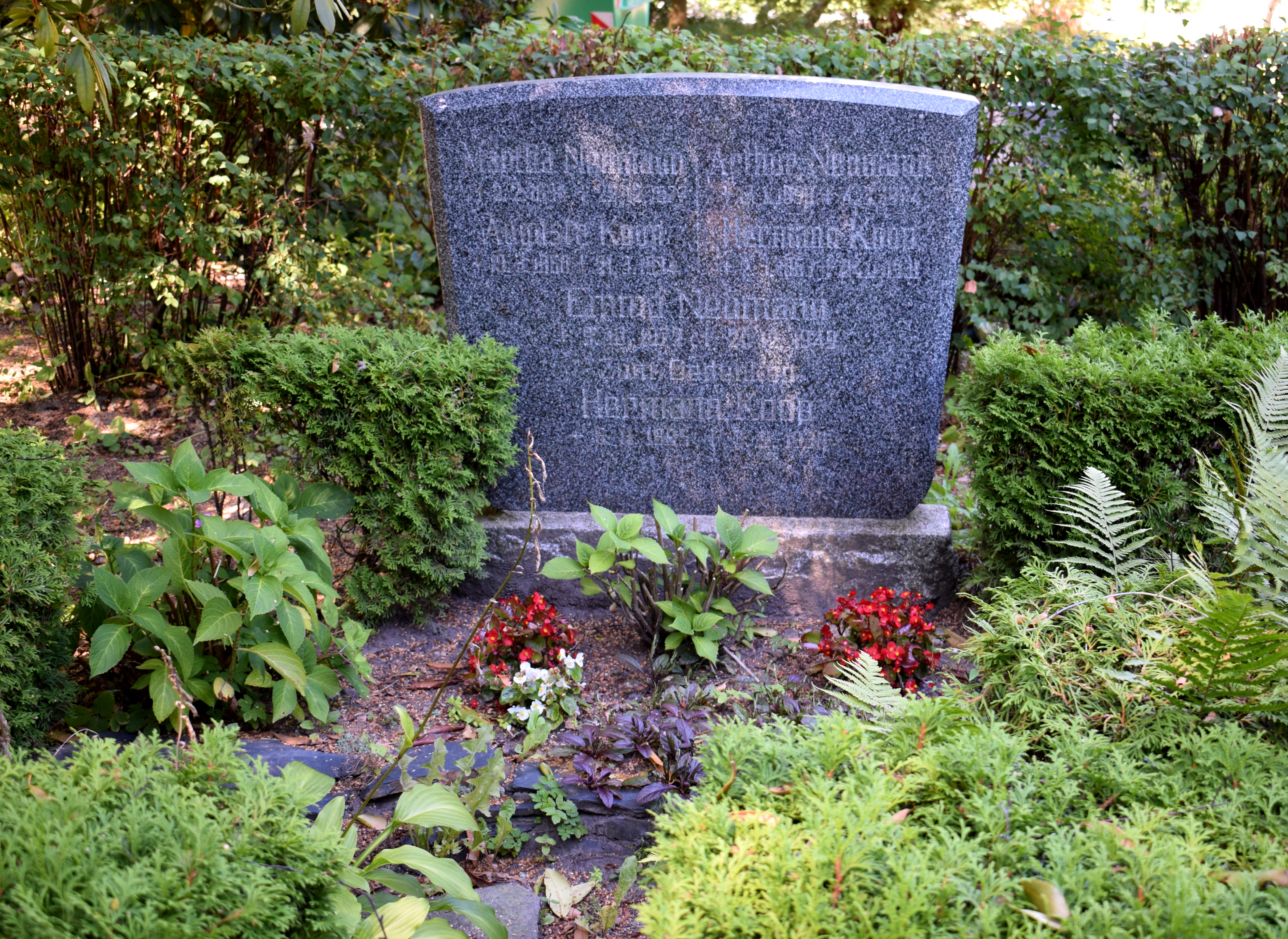
Grabstätte Arthur Neumanns

Im Frühjahr 1923 bekam Neumann von der Leitung der Junkerswerke das Angebot, als Pilot eines F 13-Eindeckers an einer Hilfsexpedition für den norwegischen Polarforscher Roald Amundsen teilzunehmen. Amundsen hatte in den Vereinigten Staaten eine Larsen JL-6, einen Nachbau der Junkers F 13, erworben und plante, damit von Point Barrow, Alaska, über den Nordpol nach Spitzbergen zu fliegen. Die Experten bei Junkers zweifelten aber an der Möglichkeit, die Reichweite der Maschine mit zusätzlichen Tanks auf die erforderlichen 3400 km vergrößern zu können. Um einem Imageschaden vorzubeugen, entschloss man sich, ein Flugzeug nach Spitzbergen zu entsenden, das dazu dienen sollte, Depots aus Lebensmitteln, Brennstoff, Medikamenten und Ausrüstungsgegenständen auf dem Packeis nördlich von Spitzbergen anzulegen und im Fall, dass Amundsen vor Erreichen seines Ziels notlanden müsse, für weitere Rettungsmaßnahmen bereitzustehen.
Neumann nahm das Angebot an und reiste Anfang Juni 1923 als Teilnehmer an einer kleinen Expedition mit dem demontierten und verpackten Flugzeug D 260 Eisvogel über Bergen nach Tromsø. Kurz vor der Ankunft ihres Schiffes erreichte die Expeditionsteilnehmer die Nachricht, Amundsen hätte seinen Polflug abgesagt. Nach Rücksprache mit den Junkerswerken wurde entschieden, die Fahrt fortzusetzen. Der Schweizer Reiseschriftsteller und Fotograf Walter Mittelholzer sollte aus dem Cockpit der von Neumann geflogenen F 13 Foto- und Filmaufnahmen von Spitzbergen machen. Die Fotografien sollten dazu dienen, die Möglichkeiten der Kartierung schwer zugänglicher Gebiete mit einem photogrammetrischen Verfahren auf der Grundlage von Schrägluftbildern zu testen. Aus den Filmaufnahmen entstand der Werbefilm Im Junkersflugzeug über Spitzbergen.
Am 4. Juli 1923 bezog die Expedition in leer stehenden Gebäuden der norwegischen Funkstation am Grønfjord Quartier, 2,5 km südlich von Green Harbour. Neumann führte an den darauffolgenden Tagen Probeflüge mit zunehmender Flugdistanz aus. Am 8. Juli starteten Neumann und Mittelholzer zu einem großen Rundflug über eine Strecke von etwa 1000 km. Obwohl der Motor Probleme machte, erreichten sie – die Hinlopenstraße passierend – Nordostland und überschritten bei der Insel Kvaløya den 80. Breitengrad. Der Packeiskante nördlich Westspitzbergens nach Westen folgend flog der Eisvogel bis Danskøya und schwenkte dort Richtung Südsüdwest, um seinen Startort nach fast sieben Stunden Flugzeit wieder zu erreichen. Leider erlaubte der Schaden am Motor keinen weiteren Start.
Neumann und Mittelholzer hatten den bis dahin nördlichsten Motorflug der Welt unternommen. Dabei waren die ersten Luftbildaufnahmen Spitzbergens entstanden. Beide Männer äußerten später die Ansicht, dass sie bei besserer Vorbereitung und einem intakten Flugzeug durchaus den Pol hätten erreichen können.

### Späte Jahre
Neumann war auch nach seiner Rückkehr für die Junkers Luftverkehrs AG und deren Nachfolgerin, die Deutsche Luft Hansa AG, tätig. Er flog unter anderem nach Island. 1929 bildete er sowjetische Piloten im Instrumentenflug aus. Neumanns Gesamtflugstrecke entsprach dem 27-fachen Erdumfang.
Arthur Neumann verlebte seine letzten Jahre im Rostocker Stadtteil Warnemünde. Sein Grab befindet sich auf dem dortigen Neuen Friedhof.